# スクール☆ウォーズ
『スクール☆ウォーズ』（School Wars）は、大映テレビ制作・TBS系で放送された学園ドラマである。
- スクール☆ウォーズ 〜泣き虫先生の7年戦争〜（1984年10月6日 - 1985年4月6日）
- スクールウォーズ2（続編、1990年9月4日 - 1991年1月8日）
- スクールウォーズ・HERO（映画版、2004年9月18日）

## 概説
京都市立伏見工業高等学校ラグビー部とその監督で元ラグビー日本代表フランカーの山口良治をモデルとして、作家・馬場信浩が執筆したノンフィクション『落ちこぼれ軍団の奇跡』（おちこぼれぐんだんのきせき）を基に制作されたフィクションドラマである。
高校ラグビー界で無名の弱小チームが、ある一人の教師が赴任して以降、様々な困難を乗り越えつつ数年で全国優勝を果たすまでの軌跡を描いている。
「この物語は…」のナレーションで始まる、1980年代の大映ドラマを代表する作品の一つ。伏見工業の所在地は京都府京都市であるが、本作では神奈川県の「川浜市」という架空の地域が舞台となっている。制作会社であった大映テレビは当時、東京都府中市・中河原にスタジオを構えていたため、ロケ地は川崎市に加えて府中市と多摩市がメインとなった。グランドの撮影は厚木市にある神奈川工科大学（当時は幾徳工業大学）のグランドで行われた。
初回放送年であった1984年は、日本で少年の非行や校内暴力が社会問題になっていた時期であり、オープニング映像で校舎内の廊下をバイクで走ったり、窓ガラスを破るなどの場面に表現されている。
初回の視聴率は6.9%であったがその後は徐々に視聴率を上げ、後半では20%を超えることもあり、最終回の2日後（月曜日）に再放送（関東地区）が開始されるほどの人気作となった。その再放送でも、視聴率は20%台を記録した。
本作の影響もあって、1985年度の全国の高校ラグビー部の入部希望者数も増加、同年の新規登録チーム数も前年比1.5倍の増加率となった。8年後の1993年においても、あるラグビー雑誌の調査で、高校の全国大会に出場した選手のうち36人が、本作をきっかけにラグビーを始めたという回答のデータが残っている。

## 制作経緯
大映テレビ取締役でプロデューサーでもある春日千春が、山下真司が演じた教師・滝沢賢治のモデルとなった山口良治の講演会を1983年8月にたまたまテレビで観た。当時は校内暴力が社会現象化しており、校内暴力を根絶しようという意図でドラマの制作を思い立ち、1週間で企画を書いてドラマ化に至った。この年（1984年）に50歳を迎えた春日は、本作を「50歳の記念に、自分のドラマ人生集大成としたい作品」と語っている。
仮タイトルは、原作のタイトルから「落ちこぼれ軍団の奇跡」だったが、TBS側から「"落ちこぼれ"軍団というのは差別的表現ではないか」と難色を示され、春日の考案により、ヒット映画シリーズ「スター・ウォーズ」をもじった「スクール☆ウォーズ」となった。
放送開始に先駆けて、本作のモデルとなった伏見工業高校を春日、荒川洋両プロデューサーが訪れ、同校関係者の前で第1話、2話の試写を行った。しかしオープニングで窓ガラスを割り続けたり廊下や校庭をバイクで走り回ったりなど、校内暴力などのシーンに同校校長らは絶句、原作から学校名や設定なども変えてよりフィクション化したにもかかわらず「これでは伏見工は不良の溜まり場だと誤解されかねない」として、同校での会議の結果、TBS側に放送を差し止めてもらうよう要求することを決め、後日同校校長、教頭がTBSを訪れたが、その日が放送開始4日前であったことからTBS側も「さすがにそういうわけにはいかない」として学校側の要求は通らず、予定通り放送が開始。これに同校ラグビー部OBが「あの熱血ぶりは（山口良治に）そっくりだ」などと好感的に反応し、5、6話進んだころには伏見工業の中でも本作に対する異論はなくなっていった。第3話より、「一人の教師の記録」から「熱血教師たちの記録」へとナレーションが変わった。

## スクール☆ウォーズ 〜泣き虫先生の7年戦争〜
テレビドラマの『スクール☆ウォーズ 〜泣き虫先生の7年戦争〜』は、1984年10月6日から1985年4月6日まで毎週土曜21時から21時54分に放送された。主演は山下真司。当初は1985年3月30日に終了予定だったが、TBS側からの「他局で期首特番となる裏番組をつぶしたい」という要請で1話延長され4月6日終了となった。
全日本テレビ番組製作社連盟（ATP）が主催した第2回ATP賞テレビグランプリ（1985年5月30日）にて、ATP賞ベスト20番組にランクインされた。

### あらすじ
「負け犬根性をなくせ！無名のチームを高校ラグビー日本一に導いた青年監督の、信頼と愛に貫かれた教育の姿！」

（初回番組広告より。「毎日新聞」1984年10月6日付夕刊7頁に掲載）
「この物語は、ある学園の荒廃に戦いを挑んだひとりの教師の記録である。高校ラグビー界において全く無名の弱体チームが、この教師を迎えた日から、わずか7年にして全国優勝を成し遂げた奇跡を通じ、その原動力となった愛と信頼を、余すところなくドラマ化したものである。」

（オープニングナレーション。第1,2話）
「この物語は、ある学園の荒廃に戦いを挑んだ熱血教師たちの記録である。高校ラグビー界において全く無名の弱体チームが、荒廃の中から健全な精神を培い、わずか数年で全国優勝を成し遂げた奇跡を通じて、その原動力となった信頼と愛を、余すところなくドラマ化したものである。」

（オープニングナレーション。第3話以降）
東都体育大学出身元日本代表の名フランカーだった滝沢賢治は、現役引退すると川浜市教育委員会に勤務し、ラグビー指導などをしていた。それに目をつけた市立川浜高校の山城晋平校長から川浜高校体育教師の職にと懇願されたが、その悪いことなら県下一のワースト校が川浜高校であったため、妻・節子は反対した。しかし、一方では賢治の夢は教師になることで、悩み抜いた末、川浜高校に赴任した。
賢治が赴任してからは、ラグビー部の上級生たちによる反抗や、不良たちの嫌がらせに耐えつつも、心ある一部の部員や教師、周りの人々たちに支えられ、自らの手腕をもってラグビー部や校内の環境は徐々に改善されていった。後にラグビー部の監督に就任してからは弱体チームとして県大会に挑み、後々に宿敵になる相模一高に109-0で大敗し、打倒・相模一高を目標にして猛練習に励んだ末、部員の不治の病による死に直面しながらも、練習試合で因縁の相模一高に勝利。後に新任の岩佐校長により部活動が勉強の妨げになるというポリシーの下、ラグビー部存続の条件としてテストにおいて好成績を収めるべく試練を課せられたが、これも部員らのチームワークによって克服し、ラグビー部の休止を免れた。そして数々の苦難を越えながら、県大会での優勝をはじめ、国体においての城南工大高との同点優勝、全国大会への進出、決勝へと進撃する。オープニングの主題歌「ヒーロー」の前奏では、モデルとなった伏見工業高校vs大阪工業大学高校の決勝戦（第60回大会決勝 1981年1月7日）のキックオフ前後の映像が流れる。

### キャスト

#### 滝沢家
滝沢 賢治（たきざわ けんじ）
演 - 山下真司
川浜高等学校体育教師で同校ラグビー部監督。血液型はO型（19話より）。東都体育大学2年生時からレギュラーに抜擢され大学ラグビー界で一世を風靡、その後もラグビーの全日本代表選手（ポジション：フランカー）として活躍するが、負傷のため引退。元々は教師を志望しており、社会人チームからの好条件のスカウトを断りつつも、引退後に川浜市教育委員会体育部に勤務をした後に、山城晋平の誘いで川浜高校に赴任した。
ラグビーを通じて荒廃した高校生たちを更生させようと奮闘する熱血教師。曲がったことが大嫌いな性格であり、熱血すぎる余り生徒に手を上げることも度々で、当時の感覚でも脈絡を考えずに体罰として問題にされることもある。その一方で非常に涙脆く、短絡的に容易な処分に走ろうとする姿勢を嫌っており、教え子のために涙をこぼすことも度々。座右の銘は、自らがオールジャパンに選ばれた際の監督、大北達之助から教わった「信は力なり」。
下田大三郎・夕子夫妻が営む中華料理店「新楽」の常連客で、下田夫妻に悩みを相談することも度々ある。
名言は「ONE FOR ALL, ALL FOR ONE.（一人はみんなのために、みんなは一人のために）」で、これは現在でも様々な分野で結束を求めるキャッチフレーズとして使用されている。平尾誠二によれば、「all for one」の方のoneは、一人ではなく一つの目的、つまり「勝利」を指しているという。
名前の由来は滝沢馬琴と宮沢賢治から。ナレーションでは常に「賢治」と呼ばれる。
プロデューサーの春日千春の中では、当初から山下が主演の有力候補であったが、ラグビー経験がないなどのことですぐには踏み切れなかった。しかし最終的に決断したきっかけは、春日の妻の「あの人の唇の厚さに意志の強さを感じる」という一言だった。
滝沢 節子（たきざわ せつこ）
演 - 岡田奈々
賢治の妻。大学生の時に函館で合宿をしていた賢治と出逢い、後に結婚。1女をもうける。当初は賢治を心配し、川浜高校赴任に反対。一時は娘より生徒を大事にする賢治の姿勢に失望して別居するが、後に彼に理解を示すようになる。時折、悩める賢治に的確な助言をし、偏った考えを諫めるなど、夫を陰で支える賢妻となる。また、大木大助の就職の世話もした。後半は部の女将という存在になっている。大学生の時は、女子バレーボール部に所属していた。
滝沢 ゆかり（たきざわ ゆかり）
演 - 間下このみ (第1話の決勝戦スタンドの演者は 河端純子)
賢治と節子の娘。幼稚園（第16話の頃は小学校）に通っている天真爛漫で純粋無垢な女の子で、その何気ない仕草や言葉が、賢治の悩みを解決させるきっかけになることも。大助に交通事故に遭う寸前に助けられたが、後には何かとウマが合うらしく、よくからかっている。
初回から最終回まで数年が経過しているという本作の時系列設定の中で、ある程度成長したとする時点で交替させるつもりでいたが、ドラマが続くうちにゆかり役のイメージが間下で固定されて替えるに替えられなくなったという。そのため、最終回のスタンドのシーンにも間下が出演している。

#### 川浜市立川浜高等学校

##### ラグビー部員
大木 大助（おおき だいすけ）
演 - 松村雄基
昭和54年入学。水原、内田勝、尾本の卒業と入れ替わりで川浜高校に入学。入学前から「川浜一のワル」とあだ名されるほどの孤高な雰囲気を持つ不良生徒で、不満があればすぐに暴力を振るうため皆から恐れられていたが、その実、母親想いで弱い者にも優しく、先代の不良たちとは一線を画していた。幼馴染の奥寺浩（イソップ）はそんな彼を慕い、彼に唆されたことがきっかけで川浜高校へ入学し、後にラグビー部に入ることになる。何度かラグビー部をやめようとは思っていたが、その都度賢治たちの説得により踏みとどまった。入学早々新番長の沢を負傷させた際、賢治を睨みつけた。森田が卒業し、次年度のキャプテンになる。渡哲也の『東京流れ者』を時々歌う。(歌ったのは、入学式で沢と対峙した時、東都体育大学4軍との練習試合に行く途中のバスの中、県大会予選の試合直前 の計3回)
「名村グループ」の商売によって父が自殺に追い込まれ、母が苦労したことから、「名村グループ」総帥・名村謙三を「父親の仇」と恨んでおり、三男の名村直とも犬猿の仲だったが、直との決闘を止めようとした加代の事故死後に両者と和解。卒業時は地元の「川浜電機」の内定を会社都合で取り消されるも、滝沢夫妻の尽力もあり、賢治が川浜高校赴任前に永井から頼まれたラグビー部監督就任を断った「東北製鉄」に見習い工として入社（後に正社員となり勤務先の仙台から千葉へ異動）する。その後、『2』で賢治と再会。自営で会社（運送業）を立ち上げていた。そして、コーチとして賢治をサポートするようになる。
「弥栄（やさか）の清悟（しんご）」「京都一のワル」と恐れられ、不良ながら高校選抜チームに選ばれ、後に教職の道へ進んだ奈良県立奈良朱雀高校ラグビー部監督の山本清悟がモデルと言われている。企画段階での役名も「山木信吾」だった。しかし、実際は山本、山田英明（山本の1年後輩で、3年時にキャプテンを務めた。後述「フーロー」の親友）、大八木淳史（山田と同期で、フーローとも親友）という、3人のキャラクターを合わせて作られた。ラグビーは喧嘩と同じであるのと、東都体育大学の四軍との練習試合の前に腹をすかせた際、賢治に節子が作ってくれた特大のおにぎりを渡されたのも山本のエピソードが元になっている。ただし、大助は母子家庭の設定だが、山本は父子家庭であった。
森田 光男（もりた みつお）
演 - 宮田恭男
昭和52年入学。川浜高校ラグビー部員で、ポジションはフランカー。東都体育大学の四軍や、相模一高との練習試合でゴールキックを決めている。下田夕子の弟で「新楽」に住んでいる。富田圭子はガールフレンド。賢治赴任当時は2年生。当初は部内でも落ちこぼれで、先輩に反抗してしごきを受けるも、それも耐え抜き、賢治との出会いを機にラグビーに対する姿勢が変わった。しかし、学年末試験で致命的な落第点を取り、3年に進級できず留年。県大会にて相模一高に109-0で敗れ、賢治に檄を飛ばされた際、「悔しいです!」と叫んだことがラグビー部を奮起させる原動力となった。1年遅れで3年に進級後は主将を務めるが、県大会決勝で敗れ全国大会出場ならず。後輩が全国大会出場を果たしたら圭子と結婚することを決意。圭子と結婚するために1日も早く一人前の社会人になりたいと考えるようになり、卒業後は地元のホテルにフランス料理のコック見習いとして入社。
モデルとなった小畑道弘は建設会社を経営しており、母校である伏見工業高校のグラウンドの施工をした。また、少年ラグビーチームのヘッドコーチを務めている。
奥寺 浩（おくでら ひろし）
演 - 高野浩和
昭和54年入学。全日本代表時代の賢治のプレースタイルに感銘し、監督に着任した賢治を慕って川浜高校へ入学。ラグビーにはとても向いていない貧相な体格で、イソップ物語の痩せたキリギリスから「イソップ」のニックネームがつく。川浜高校への入学時に、自分の弱さを克服するために敢えてラグビー部に入部した。彼のラグビーに対する直向きな姿勢は荒んだ大助の心をゆり動かす。大助とは幼馴染であり、皆が怖がる大助に唯一意見を述べられる人物でもある。同時に大助にとっての心の支えである。また、マネージャーの加代に恋心を抱いていた。
運動能力は低く、試合にも出られない補欠部員であったが、他の部員が嫌がる下準備やボール磨きに取り組み、賢治からも立派なラガーマンとして認められている。寛大で自由な雰囲気の家庭に生まれ育ち、ラグビー部でも屈指の人気者であった。ラグビー部のライジング・サン（賢治が命名）のマークと新ジャージは彼のデザイン。1年次に脳腫瘍にかかり、余命数か月であることを知ったため、自殺を考える等早まったり、死の恐怖を紛らわすためにトルエンを吸ったりもした。相模一高との練習試合の前日に突然倒れ、二回手術を受けたものの、その甲斐なく危篤状態に陥り、昭和56年10月4日、16歳で死去（第13話）。
誰よりもラグビーを愛し、誰よりもひたむきに短い人生を駆け抜けていったこの少年の名前は、川浜ラグビー部に関わったすべての人の心に刻まれている。
内向的で穏やかな少年だが、大助を庇って不良に掴みかかったり、大助から威嚇されても全くひるまないなど、度胸の据わっているところがあり、大助にとって自分の胸の内を明かせる、唯一の心の友だった。
モデルとなった人物も脳腫瘍で1977年に亡くなっており、当時のニックネームは似たような体格をした元ラグビーフランス代表のフーロー（フールゥ）から。企画段階でのニックネームは「フーロー」だったが、脚本家の大原清秀の発案でイソップに変更された。当初予定ではあくまで脇役であり、出演も3 - 4回程度だったが、イソップ人気が高まったため、出来るだけ出演時間を長くして出演シーン数も増やしていった。
尾本 輝正（おもと てるまさ）
演 - 鈴木秀一
昭和51年入学。賢治が川浜高校に赴任した年のラグビー部キャプテン。水原らグレた連中と一緒に悪さをしていたが、森田が落第したことをからかい、逆上した森田に凶器で襲われた後に改心して森田にラグビー部を任せ、卒業後は更生して消防士になる。不良であったがラグビー部に誇りを持っており、部が花園で優勝した際、涙を流していた。
モデルとなった荒木邦彦（1977年卒業）は、中学校時代には番長として鳴らした人物であった。また、後に消防士となった元部員はかつて教師の服に火をつけたこともあった。
内田 勝（うちだ まさる）
演 - 宮田州
昭和51年入学。内田玄治の長男。自作とされる「御意見無用」と書かれたラガーシャツがトレードマーク。賢治赴任当時3年生。水原や尾本らと共にラグビー部内の不良グループで悪さをしていたが、「お前は自分さえ無事に卒業できれば、後はどうなっても良いのか？」と賢治に諭され、更生の道を歩みつつ、学校への誇りを持つようになる。卒業後は父の建設会社に入り、その傍らで川浜ラグビー部に協力するようになる。ラグビー部にいた頃に破壊したゴールポストの修理を申し出た。
弟の治男がタックル恐怖症で部を退いた時には練習相手を買って出た。父の玄治と仲が良く行動を共にすることが多いが、とかく親バカぶりを発揮する玄治とは一線を画しており、治男の処遇を巡って賢治に干渉したことはない。自らが現役の時はレイトタックル（ボールを放した選手にタックルをする反則で、森田は脳震盪になり、賢治たちにより新楽まで運ばれた）も知らず、後輩をいじめていたが、更生してからは森田と和解した。以後、浜っ子クラブでも活動。
玉川 成治（たまがわ せいじ）
演 - 佐藤弘
尾本が卒業し、賢治がラグビー部監督になった頃のキャプテン。
田村 二郎（たむら じろう）
演 - 片桐肇
森田と同期のラグビー部員。提出した日記を読んだ賢治にスタミナ不足を指摘され、翌朝タイヤ引きの練習を始める。
和久田 澄夫（わくた すみお）
演 - 並木信三
森田と同期のラグビー部員。
丸茂 良三（まるも りょうぞう）
演 - 松本誠一
昭和54年入学。大助、イソップと同学年。メガネと巨漢がトレードマークの自称「川浜ラグビー部一のお調子者」。新楽の餃子10人前に釣られて入部。両親は八百屋を経営。一度親に部を辞めさせられそうになったが、後に復帰。相模一高との練習試合で顔面チャージを受け、得点に結びつけた。全国大会優勝を決めた時、観客席で大助と抱き合っていた。
星 高彦（ほし たかひこ）
演 - 武藤大助
昭和54年入学。大助、イソップと同学年。遠山中学出身。基礎体力とラグビーのセンスは高いが、やや自己中心的な性格の持ち主。イソップを寵愛する賢治に反発して一度ラグビー部を去るも、県大会での相模一高との敗戦を目にし、イソップに謝罪しつつ再入部した。しかしその後も軽率な口を叩いて、入部間もない大助と一触即発の関係になったこともある。もともと中学時代からの名選手だけあって身体は鍛えこまれており、番長ですら叩きのめした大助の裏拳や膝蹴りを食らってもなお反撃するというタフさを持つ。
高杉 克之（たかすぎ かつゆき）
演 - 柿島伸次
昭和54年入学。大助と同期の川浜高校ラグビー部のメンバーで加代に釣られて入部。新入部員の歓迎パーティで夕子に「おばさん」「元お姉さん」と呼んで叱られる。賢治が部員を叱責している最中に漫画雑誌『少年チャンピオン』を読んで笑っていた。
平山 誠（ひらやま まこと）
演 - 四方堂亘
昭和55年入学。大助の1学年下。小松中学出身。城南工大高の曽根にライバル意識を持つラグビー部のエース。少々独りよがりなところがあり、練習やプレーに集中したいからと主将になることを一度は辞退するものの、後に先輩らに説得されて引き受けた。当初は後輩の矢木に嫉妬するなどキャプテンとして明らかに問題のある言動も見られたが、その後は主将としての自覚を持ち、チームを引っ張っていった。女子生徒から「ファンクラブ」的存在もできた。賢治からは「森田、大木（大助）に比べおとなしすぎる」と評されていたが、のち国体と全国大会で優勝という偉業を成し遂げている。
伏見工業高校 - 同志社大学 - 神戸製鋼で活躍した平尾誠二がモデル。
栗原 昭（くりはら あきら）
演 - 榊原晃
昭和55年入学。川浜高校ラグビー部の部員。学業成績は優秀だが、「勉強バカにはなりたくない」という思いでラグビーを始めた。チーム屈指の俊足で、全国大会決勝戦で決勝トライを上げた。学業と部活の両立にはかなり苦労していたようで、一度は退部を決意するも清美と明子に説得され思いとどまった。
モデルとなった栗林彰は、千葉大学工学部を卒業して、建築系のエンジニアになっている。
内田 治男（うちだ はるお）
演 - 岩本宗規 （現・丸井大福）
昭和55年入学。内田玄治の次男。兄の勝に負けないほどの体格の持ち主で、勝を見てラグビーを始める。大助の1学年下で、平山、栗原、清川らと同学年。恐怖心が強くてタックルができず、一度はラグビー部を退部するが、勝の協力で克服。以後ラグビー部に復帰。全国大会決勝ではロックを務める。
清川 誠一（きよかわ せいいち）
演 - 森勇治
昭和55年入学。小松中学出身。川浜高校ラグビー部の部員。家が貧しいために、朝早くから夜遅くまでバイトをしているが、いつも明るく振舞っていることで部のムードメーカーとして君臨。アダ名は「お祭りのキヨ」。しかしながら、彼の父親の作った借金で川浜板倉組という暴力団ともめたことで、大三郎の命を奪ってしまった。平山とは中学時代からの盟友であり、多くを語らずとも意思を通じ合う仲。決勝では平山とのアイコンタクトで城南工大高を出し抜き、ディフェンス陣を攪乱して決勝トライへと導いた。
モデルは、ポジションだけだが1998年からの伏見工業高校ラグビー部監督である高崎利明。
矢木 純平（やぎ じゅんぺい）
演 - 近藤哲也
川浜高校ラグビー部の部員。相撲部から転部してラグビー部に入部する。平山が負傷で退場した代わりにリリーフで出場したとき、勝利に結びついたまではよかったが、矢木と同期の二宮に「この際だから、レギュラーの座をとっちゃえよ!」の言葉に「そうすっか!」と調子に乗った矢木の態度が退場された平山にとっては面白くない状況ゆえに、平山からは敵意を持たれた。同じ頃、試合前に愛用のスパイクが盗難に遭ったことでさらに関係が悪化するが、その後和解。全国大会ではマークの進言により、フォワードに抜擢された。ただし大木が主将だった時代には1年生ながらレギュラーとして試合に出場しており、花園でもプレイしている描写が見られる。
名前のモデルは大八木淳史とされる。
赤津 真治
演 - 増村翼
昭和55年入学。川浜高校ラグビー部の部員。平山の同期。ゴールキッカー。全国大会優勝時、決勝戦で決勝トライ時のコンバージョンゴールを外した。

##### ラグビー部マネージャー
山崎 加代（やまざき かよ）
演 - 岩崎良美
川浜高校ラグビー部初代マネージャー。賢治がラグビー部の指導者として就任したのを機にマネージャーに就任。部内では、選手のユニフォームの洗濯・修繕やスパイクの手入れ、部室の清掃、練習スケジュールの作成、用具の手入れや後片付け、グラウンドの整備、部費の会計、毎日の練習日報の執筆等を行う。練習や試合の間ではスコアの記入やケガ・気絶した選手の手当て等のグラウンド外の仕事を幅広くこなし、賢治だけでなく選手そして後輩マネージャーから絶大なる支持を得ていた。珠算の資格を持っている。父親が蒸発し、病弱な母親と二人の弟や妹のくらしを支えるために牛乳配達などのアルバイトをする傍ら、ラグビー部では明るく振舞う優しい生徒。川浜ラグビー部の基礎を築いた功労者の一人。2年間の休学があったが、無事に川浜高校を卒業。同校の事務職員として採用が内定していたが、父の帰郷を機に母の療養を兼ねて和歌山へ引っ越すことになった。ラグビー部にいた時はマネージャーの仕事で手一杯だったが、この時だけは自分も部員らとラグビーのプレーをした。卒業後、新横浜駅で新大阪行きの新幹線に乗る直前に卒業前の練習日報を書き忘れたことに気付き部室に戻った際、近くにいた清美と明子の言動から大助と名村直の決闘の事実（以前、大助らが喧嘩沙汰を起こして校長の知るところとなり、部活動の休止を命ぜられ、廃部寸前に追い込まれる）を偶然知り、制止しようと大助らのもとへ駆けつける途中で交通事故に遭い、昭和57年4月10日、命を落とす（第19話）。練習日報は一日も欠かさず付けており、最後の日報（交通事故に遭った当日）には「このノートに書けなかったのは、それは"花園出場"という4文字です。」と綴られていた。彼女が死ぬ前に書き残したこの日報がきっかけで大助と直は和解した。イソップや名村直に告白をされたこともある。一方自身は、賢治に淡い恋心を抱いたことがあり、卒業の頃には賢治に一分間の抱擁をした。
モデルとなったマネージャーは実在するが、事故死の事実はなく存命で、『プロジェクトX』2000年11月21日放送分のインタビューにも登場している。
杉本 清美（すぎもと きよみ）
演 - 諏佐理恵子（山本理沙）
昭和55年入学。川浜高校ラグビー部のマネージャー。中学時代からの大助の後輩で、彼を『先輩』や『アニキ』と慕って入学した。入学前は髪を赤く染めていたが、後に黒髪になった。当初は不平を言いながら仕事をしていたが、加代のひたむきな姿に感化され立派に成長していった。明子とともにイソップがディスコでトルエンを所持していたところを目撃する。加代の送別会を終えた後、大助と直が河原で決闘することを明子と共に知ってしまい、その翌日決闘の件を授業中の賢治らに告げようとした明子を制止したことで彼女と喧嘩になるが、それを練習日報を書こうとして部室に戻っていた加代に偶然知られ、結果的に彼女を事故死に追いやることになる。
西村 明子（にしむら あきこ）
演 - 坂上亜樹
昭和55年入学。川浜高校ラグビー部のマネージャー。清美同様、大助の後輩で彼を『先輩』や『アニキ』と慕っている。加代亡き後は、清美とコンビでラグビー部を盛り立てた、影の功労者となった。
清美とともに大助からは邪険に扱われていたが、実際はお互いの窮地を救い合うなど信頼しあう仲である。もともと大助がラグビーを始めたのも、清美と明子が不良グループと交わした無謀な賭けの後始末をつけるためだった。
演じた坂上亜樹は坂上二郎の実子であり、親子で共演している。

##### ラグビー部コーチ
マーク・ジョンソン
演 - チャールズ・モーガン (第1話では グラハム・レビー)
川浜高校ラグビー部のコーチ。元ウェールズ代表候補で、横浜のラグビーの外人クラブに所属しており、賢治もマークと一緒にプレーした。平山主将体制になってから結果が出ず、厳しさ一辺倒の指導に行き詰まりを感じていた賢治に山城が紹介した。「エンジョイ・ラグビー」をスローガンに新たな風を吹き込み、賢治を補佐して川浜高校を日本一へと導く。ラグビーに「厳しさ」を求める賢治とは指導方針をめぐって対立するところもあり、夜を徹して激論を交わすこともあったが、ラグビーを愛する者としての価値観は共有しており、矢木のコンバートを進言するなど終盤まで賢治の参謀として活躍した。全国大会決勝で放心状態にあった賢治に優勝の事実を伝えたのもマークである。浜っ子クラブのコーチも兼任している。「選手といえば、大学と実業団と自衛隊しかいない」日本のスポーツ環境には疑念を持っている。
モデルは当時の伏見工業高校コーチで、後に静岡県立浜松工業高校ラグビー部ヘッドコーチなどを歴任したスティーブ・ジョンソン。

##### 他の生徒
水原 亮（みずはら りょう）
演 - 小沢仁志
少年院上がりの不良。賢治を暴力で激高させて即刻解雇にさせるという作戦を企む。父を北海道の炭鉱での落盤事故で失っており、母は水商売として働いている一方、亮が問題を起こす度に警察にもらい下げるの連続で心底うんざりしている。「乱世会」という暴力団まで背後に付け、賢治たちと抗争を繰り広げた。しかし、賢治が彼を必死に更生させようと苦心する姿に徐々に心動かされ始め、賢治に武器を持って決闘を挑むが敗北し改心。その際、「ラグビーやっておけば良かった」と後悔の念を吐露した。卒業式の日には、賢治にブランデーを置いて去って行った。卒業後はトラックドライバーへ就職。社会人ラグビーチーム「浜っ子クラブ」に入る。卒業後は温和な性格となっており、大三郎を刺した犯人に殴りかかった清川を制止している。1959年12月11日生まれ。
柏木 昇（かしわぎ のぼる）
演 - 那須政志
初期に登場した不良少年。バイクで校門に入ろうとしたところを、大三郎に妨害される。加代の牛乳配達を妨害したところを森田たちのタックルでダウン。
卒業後は更生したのかラグビー部の花園観戦を援助するため、尾本と共に内田土木でアルバイトをした。
堀井 晴和（ほりい はるかず）
演 - 小林徹也
初期に登場した不良少年。賢治をバットで殴り倒そうとしたが、賢治に睨まれ撤収した。鼻をピクピクさせるのが特徴。その後和解したらしく、卒業後はグラウンド整備にも協力した。
沢 鋭次郎（さわ えいじろう）
水原たちが卒業して入れ替わりで番長になった。入学したての大助の暴行を受けて医務室に運ばれた。

##### 教員
甘利 信之（あまり のぶゆき）
演 - 三浦浩一
川浜高校数学教諭。生徒達からは「カッポレ（甘茶でかっぽれという意味）」と呼ばれている、と賢治に自己紹介しているが「カッポレ」とドラマ中で呼ばれることは一度もない。やや気弱な性格を持っているが、賢治の良き理解者であり協力者でもある教師。大助と浩（イソップ）の1年時の学級担任。弓道をたしなむ経験（弓の弦は緊張したままでも緩んだままでもいけない）から、賢治とマーク双方の指導方針に理解を示した。相模一高との試合ではイソップの霊前にて結果の報告をしている。
なお、実史で「山口良治の協力者となった教師」としては、国語を担当した佐野幸夫（在籍：1972年〜1978年）がおり、こちらは『プロジェクトX』のインタビューにも登場した。
江藤 桂一（えとう けいいち）
演 - 谷村昌彦
川浜高校歴史教諭。本来の生徒指導主事であるが、優柔不断の性格でやる気を失っている。しかし、第19話では、山崎の卒業後、大木大助の欠席の第1通報者として、賢治に報告した。これにより、賢治は大助と名村直の決闘の事実を知ることとなる。
野田 文義（のだ ふみよし）
演 - 大石吾朗
川浜高校英語教諭。漫画部の顧問。水原たちの担任で授業中に麻雀をしていても注意せず、期末試験をボイコットされた。
竹村 司（たけむら つかさ）
演 - 佐原健二
川浜高校教頭。山城校長時代は日和見で自己保身的。大助に断りなく大助の学校外での態度について大助の母・芳子に問いただしたり大助が入学早々この時点での番長・沢に暴行したことを芳子に伝えたことで芳子が心臓発作を起こして倒れたことから、激昂した大助に暴力を振るわれたこともある。
柳 俊子（やなぎ としこ）
演 - 松井きみ江（現・松井紀美江）
川浜高校音楽教諭。コーラス部の顧問。山崎加代が交通事故に遭った際、輸血する血液の提供のため、血液型の合う学校内の教師（柳自身の他に甘利、野田）を病院に連れてきた。
三上 謙介（みかみ けんすけ）
演 - 小川隆市
川浜高校理科教諭。卓球部の顧問。
山城 晋平（やましろ しんぺい）
演 - 下川辰平
川浜高校の校長。荒廃した学校を立て直そうと賢治を川浜高校に誘う教育者。「不良は追い出せば良い」という短絡的で表面的な発想に真っ向から反駁し、「誰も初めは良い子だったんだよ」と真摯に向き合う教育観を持っている。
賢治の良き理解者であり、賢治を招くためだけに、手段を問わず川浜市教育委員会事務局に通い続けては、教育長に怒られながらもあきらめることなく川浜高校へ誘ってきた。しかし必ずしも賢治を贔屓目に見ているわけではなく、賢治に非があると判断すれば職員会議で責任を問うたり生徒の面前でも容赦なく叱責したりするなど、公正な感覚の持ち主でもある。戦時中は家族を愛する心をもって少年航空兵になった。光男（留年のため二度目）と加代2年・大助1年次に定年退職。その後は工事現場の警備員として働きつつも後任の岩佐校長の政策に打つ手がない賢治にアドバイスをした他、マーク・ジョンソンを紹介したり、花園決勝当日は節子と一緒に見ているなど、最後まで賢治の理解者として活躍した。女子に甘く、ゆかりや中学時代の清美・明子に対しても愛想よく挨拶した。生徒そして他教師に対しても厳しい目を持つ岩佐校長だが、「川浜高校にはなくてはならない人物」と尊敬された。
岩佐 邦靖（いわさ くにやす）
演 - 名古屋章
山城の後任の学校長。「末は博士か大臣か」「高学歴者になって社会の指導者になれ」という発想の持ち主であり、学者や政治家といった社会の指導者のみを貴び、クラブ活動や恋愛といった事物を賎しめる無味乾燥な人物で生徒から嫌われている（大助から「ゴリラ」のあだ名を付けられる）。「学生の本分は勉強」がモットー。賢治の教育方針と対立するが、「勝負事は勝たなければならない」という考えには共感する。
中間試験で彼が出した平均点70点以上をラグビー部が達成したことなどで、賢治との対立は次第に収まっていった。平均点の低い部活動を停止したがってはいたが、平均点より上を維持していたラグビー部に対しては比較的長い目で見ていた。パイプタバコを咥えていることが多い。
校内に侵入した暴力団員を一喝して追い返したり、大三郎を「偉人」と褒めたり、大助を引き止めるため足の怪我を隠してハリー・マクガイアと競走し怪我を悪化させて歩行困難になった賢治を職員室にて罵り、賢治に対し「雪で埋もれて立ち往生した新幹線、つまり役立たずと言う事だ！」（第16話）と罵倒し表向きは一週間の謹慎処分を下す一方、賢治を休養させるための口実としたり、大助が名村直と喧嘩沙汰を起こしてラグビー部が廃部の危機にあった際、自らの非を認めて停学処分を申し出ても「停学も廃部も有りはしない」とするなど、単純な憎まれ役とは言えない懐の深さも持ち合わせている。ラグビー部が全国大会へ出場した際の壮行会では、「人気投票では私は落選確実だな」と山城を表に出し、自分は隅の方に居座った。なぜか岩佐の観戦したラグビー部の試合は敗けることが多く、「私が行くと負ける」というジンクスを勝手に作り上げてしまい、全国大会決勝では花園へは行かず職員室でテレビ観戦した。

#### 生徒の家族
内田 玄治（うちだ げんじ）
演 - 坂上二郎
内田土木建設の社長であり、川浜市議会議員。自称ラグビー部後援会長で親バカ。ラグビーの経験はないが、練習に参加したこともある。当初は強権的な性格であり、賢治に対しては水原が絡むイザコザや対相模一高戦の惨敗（109-0の敗戦を時々引き合いに出したりする）などで嫌味を飛ばすも、部員への愛着や勝利数が増えたことでやがては心を開くようになる。大言壮語で何かと周りを顧みない言動が多いが、全く「場の雰囲気が読めない」人物というわけではなく、イソップに財布から一万円札を抜き取られた時は自分のことよりイソップの身を案じて事態の収拾に努めたり、「ミヨシナツオ」と名乗っていた謙三の素性が知れると黙って立ち去ったりという配慮を見せることもある。酒好きで、相模一高との対戦で負けが込んだ時にはやけ酒を呷っている。大三郎とは喧嘩友達であり、葬儀に際しては「これから誰と喧嘩すればいいんだ…」とその死を惜しんだ。賢治に対する最初の呼び名は「先生」だったが、後期は「滝沢君」である。
水原 良子（みずはら りょうこ）
演 - 新橋耐子
水原亮の母。北海道の炭鉱で働いていた夫を落盤事故で亡くし、水商売(大衆居酒屋 喜多作の女将)をしている。
大木 芳子（おおき よしこ）
演 - 沢柳廸子
大木大助の母親で、「川浜一のワル」と呼ばれていた大助のことを常に気遣っている。雑貨店を経営していた夫が名村グループの傘下によって自殺に追い込まれ、その苦労が祟って心臓を患い、一時期は病院に入院した。心臓の手術のための費用をかつて大助が恨んでいた名村謙三が工面してくれた。大助が東北製鉄への就職が決まった際に母親を置いていくわけにはいかないと諦めようとした時に、退院したばかりの身で駆け付け、節子が母親の面倒を見る代わりに大助に東北製鉄へ行くよう説得した。
奥寺 俊也（おくでら としや）
演 - 北村総一朗
イソップこと、奥寺浩の父。残り少ない命の浩が好きなだけラグビーに打ち込めるよう、妻の康代と共に賢治に頼み込む。浩がトルエンを買うために自分の金を持ち逃げされたこともある。花園の決勝当日、甘利とともに亡き息子の墓前で雨の中ラジオ中継の音声を流していた。
奥寺 康代（おくでら やすよ）
演 - 久保田民絵
イソップこと、奥寺浩の母。脳腫瘍にかかった息子の浩を救おうと、神頼みのため行者を呼んで祈祷を行っているところを浩は目撃してしまい、自殺に走ることになる。浩が息絶えた直後に号泣した。
丸茂 良助（まるも りょうすけ）
演 - 出光元
丸茂良三の父。八百屋を営んでいる。父母で良三にラグビーは合わないと退部してもらうよう賢治に懇願した。
丸茂 和子（まるも かずこ）
演 - 青木和代
丸茂良三の母。
山崎 進
演 - 福田豊土
山崎加代の父。加代たちを放り出したまま地方を転々とし、和歌山のミカン農園で働き口が見つかったことを機に母の療養を兼ねて家族で引っ越すことを決心し帰郷。
山崎 静代
演 - 谷口香
山崎加代の母。病気がちで寝込んでいるため、加代が母の代わりに生活費を稼ぐためにアルバイトをしている。

#### 中華料理「新楽」
下田 夕子（しもだ ゆうこ）
演 - 和田アキ子
森田光男の姉。大阪弁で口喧しいが、誰よりも光男を心配している。ドケチで定評がある。涙脆いが、夫の葬儀では一滴の涙も見せなかった。翌日はいつもの通りに笑顔で店の仕事をしていたが、店を閉めた後に1人号泣した。川浜高校ラグビー部が全国優勝を決めた時、彼女の胸には夫 大三郎の遺影があった。幼いときに両親を亡くし、親戚を頼って大阪から離れて弟の光男とともに川浜に住み着いた。両親は死んでいるが大阪に祖父がいるらしく、看病のために一時川浜を離れたことがある。
下田 大三郎（しもだ だいざぶろう）
演 - 梅宮辰夫
川浜高校前の中華料理店「新楽」の店主。森田光男の姉夕子の夫で光男の義兄。賢治やラグビー部員たちからは『マスター』と慕われている。若い頃は「関東一のワル」と恐れられた。元暴走族だったこともあり、出前などでバイクを乗りこなしている。ラグビー部員たちを優しく見守る良き兄貴分であり、時には料理も振る舞い、ラグビー部員からも慕われていた。就任早々惨敗を喫し、一時は部員たちとの衝突で空回りした賢治を励ましたりもした。相模一高との試合の前夜にイソップが死亡した際に、試合当日に彼の親友だった大助に対し、試合の闘志を妨げるイソップの感情を払拭させるべく拳骨を放って叱咤した。教育観に関しては、「警察や校長や評論家の話は読んだことがあっても、肝心の生徒の言い分を一度でも見たことがありますか？」と言うように、問答無用で生徒を軽んじる風潮に疑問を持っている。光男に対しては夕子と対照的にやや突き放した態度を取ることが多いが、これは光男を信頼しているが故の気持ちの裏返しでもある。
賢治の赴任を機にラグビー好きになり、社会人ラグビーチーム「浜っ子クラブ」を立ち上げる。後に清川誠一の家族の借金に絡むトラブルを仲裁しようとした賢治の身代わりとして川浜板倉組のヤクザの1人である峰章次に刺される（第23話）。搬送後、病室のベッドで花園でラグビー部の選手全員がトライを決める夢を見て、見舞いに駆け付けた賢治たちに正夢にするように願った。その後警察に出頭して大三郎の病室を訪れて謝罪した犯人の情状酌量を刑事に頼み込んだ後、翌朝に息を引き取る。葬儀では清川は出棺の際に人目をはばからず号泣し、学歴や地位を重んじる岩佐校長をして「偉い人は偉人伝の中にばかりにいるものではなく、街の中や自分の隣にいることを思い知らされた」と言わしめるほどで、彼の死は下田家だけでなく川浜高校関係者にとっても大きな損失となった。
モデルとなった人物はお好み焼き店主で、実際は事件ではなく癌で亡くなった。また、伏見工業高校の向かい側には「きらくどう」という名のたこ焼きの店があり、伏見工業高校の西隣には「ウィンドベル」という名の喫茶店がある。
梅宮辰夫と和田アキ子は続編の『スクール☆ウォーズ2』でも役柄を変えて再び夫婦役を演じている。

#### 富田圭子と関係者
富田 圭子（とみた けいこ）
演 - 伊藤かずえ
森田光男の恋人。ラグビーボールに形が似ているという理由でレモンが好き。森田とはラグビーの日本選手権会場（秩父宮ラグビー場）で出会う。実は名村謙三の娘（第四子）であり、複雑な家庭環境から自殺を考えていた。そして、その遺書の封書を光男に見られたことから二人の交際が始まった。そんな境遇を想い、イソップを自殺の危機から救ったこともあった。相模一高との惨敗で森田の無様な負け姿を見て愛想をつかしたが、賢治が持ってきた練習中に外れたジャージのボタンを見て森田を信じるようになった。賢治により東都体育大学の第四軍との練習試合に招待され、森田がゴールキックを決めたのを見て、試合後に二人でデートをした。親戚の農家や多数の高校を転々としたが、父親からの見合い（後述）の話が出て、滝沢家と下田家に家出してきた。川浜高校ラグビー部マネージャーのお手伝いをすることもたびたびあった（練習の間はレモンの砂糖漬けを出したり、勉強の手伝いもしたが、一時は名村との確執から大助に睨まれたりもした）。森田がラグビー部の三年生に怯え、服従していた時にも勇気を出すよう進言したほか、弱い者いじめを決して許さず、賢治、及び川浜高校のラグビー部員が三年生、OB（乱世会）の仕打ちを受けた時の二度現れて、ピンチを救うことがあった。この正義感の強さは、生みの母親・三好夏子（後述）譲りである。
富田 義道（とみた よしみち）
演 - 高野真二
名村謙三の部下で圭子の育ての父親。圭子を取り戻すためならヤクザを使うことも厭わないが、これは謙三に恩義を示すためだった。津上（つがみ）という顔も知らない実業家と見合いをさせるために第四秘書の影山らを遣わせた。のち謙三に諭され光男と圭子の交際を認める。
影山 達郎（かげやま たつろう）
演 - 剣持伴紀
富田義道の第四秘書。圭子を父の元へ連れ戻し、お見合いをさせようと企む。県大会の相模一高戦（109-0の敗戦）を観戦しにきた圭子に付き添う。
三好 夏子（みよし なつこ）
演 - 伊藤かずえ（2役）
名村謙三との間に生まれた富田圭子の実母。不良だが、一般人に手を出す人間は成敗するなどの正義感を持っている。圭子を出産したのを機に不良から足を洗うが、かつて自身が叩きのめした愚連隊と偶然再会し、その際に刺殺された。名村は残された圭子を引き取ろうとしたが妻が許さず、子供を欲しがっていた部下の富田義道に託した。

#### 名村家
名村 謙三（なむら けんぞう）
演 - 内藤武敏
圭子の実父。財閥系名村グループ総帥という身分でありながら驕らない人格者であり、ビジネスに忙殺されるばかりの生活に強い虚無感を抱いている。同グループが加担した店のために大助の実家で営んでいた店を廃業に追い込んでしまい、そのために大助から恨まれていた。実は自身もかつてはラガーマンであり、互いの素性を知らないままに出会い意気投合。その後、素性を知った大助からは憎悪の念を向けられるが、罪悪感を感じていた謙三が母の手術代を工面してくれたことから彼の人となりを知ってしまった大助は心底から憎むことができず、一発殴っただけで「ラガーマンらしくノーサイド」として禍根を水に流した。後に大助の良き協力者となった。自宅住所は、川浜市原町8-3。
名村 直（なむら ただし）
演 - 鶴見辰吾
名村謙三の三男で「黒騎士」というロックバンドのリーダー兼ボーカル。ライブではギブソンレスポールを使用している。加代に一目惚れし、その場で求婚した。親を恨む大助とは犬猿の仲。大助との決闘のために加代は命を落とすことに。その後、加代の葬儀の場で大助と和解し、互いを認め合う存在となった。富田圭子とは異母兄妹の関係にあった。

#### 他の高校ラグビー部関係者
勝又 欽吾（かつまた きんご）
演 - 倉石功
高校ラグビーの名門、相模一高監督。徹底したフェアプレー主義者で、川浜高校ラグビー部を相手にワンサイドゲームで圧勝するものの試合終了後、控室で自らの部員が後半に手加減したと見抜き、手抜き行為は相手に無礼だとして部員たちを檄を飛ばしながら殴りつけた。この試合が川浜高校を目覚めさせる契機となる。
賢治とはライバルであると共に、互いにラガーマンとして尊敬しあっている。川浜高校が城南工業大学付属高校と対戦する際には川浜高の宿泊先を訪ね、賢治にアドバイスをしている。また川浜高校ラグビー部部員に対しても、イソップが失踪した際には相模一高部員と共に捜索に加わったり、偵察に来た川浜高校ラグビー部部員に堂々と練習を公開する、などでラグビー以外でもフェアプレーの精神を貫いている。後にラグビー部内での部員同士の盗難事件の責任を取り、自ら辞任した。その後は実家のりんご農園を手伝う傍ら、花園の実況席で解説役を務めた。
勝又のモデルは川勝主一郎。
江川 恭司（えがわ きょうじ）
演 - 番哲也
城南工業大学付属高校ラグビー部監督。現役時代は無名の選手だったが、監督としては一流。
モデルは当時の大阪工業大学高等学校ラグビー部監督の荒川博司。
トレードマークの帽子にサングラスにダウンジャケットといういでたちが荒川にそっくりであった。
曽根
城南工大高フルバック。3年生では主将を務め、平山とはライバル関係にある。2年生から同高の全国大会でレギュラー出場しており、彼のプレー一つ一つは賢治の目に留まるほどであった。
モデルは大工大高→専修大学の仲宗根弘明。

#### その他
永井
演 - 宮田光
東北製鉄総務部。賢治をラグビー部へスカウトしようとした。賢治は大助の就職を斡旋する際にも永井に監督への就任を頼まれたが、節子の説得により引き留められた。
藤山 洋一（ふじやま よういち）
演 - 小笠原良智
賢治の南郷中学校野球部時代の顧問・監督。当時、野球部主将でエラーを繰り返す部員たちに当たり散らしていた賢治に対し、藤山の「人の心を思いやると言うこと、それが愛と言うもんや。相手を信じ、待ち、許してやること」という教えが教師を志すきっかけとなった。花園での試合を前にし、賢治が悩みを抱えて故郷に一旦帰った際も相談相手になった。
川浜市教育長
演 - 塚本信夫
川浜市教育課の教育長。山城校長は賢治を受け入れるために何度も頭を下げに来た。相模一高との敗戦後、賢治が部員たちを殴ったことにより、体罰を加えたとみなされ、厳重注意の処分を科した。
大北 達之助（おおきた たつのすけ）
演 - 近藤洋介
オールジャパン元監督。「信は力なり」「One for All, All for One.」を賢治に説いた。モデルはラグビー日本代表監督だった大西鐡之祐。
藤堂 誠也（とうどう せいや）
演 - 広田行生
川浜乱世会のボス。水原らに指示して賢治をクビにしようと企てる。
木村 康信（きむら やすのぶ）
演 - 辻萬長
川浜育ちの新聞記者。賢治が暴力沙汰を起こしたり、イソップが練習中に倒れた時に記事にしようとした。後にイソップの話を聞いた上で、ゴシップにすることを自ら慎み、東都体育大学の第四軍との練習試合には費用の足しにと賢治に資金を提供した。イソップの死後に行われた相模一高との試合の観戦にもかけつけた。
糸井 永介（いとい えいすけ）
演 - 戸沢佑介
東都体育大学ラグビー部の監督で、同部の四軍と川浜高校の練習試合を申し入れた。後に日本－スコットランド戦のテレビ中継のために賢治に解説を頼んだ。賢治は休日に骨休めで家族で遊園地へ行く約束を優先して一度は断ったものの、ラグビー部のボールにガタがきたのを見て、ボールを買うべく謝礼を得るために糸井の依頼を引き受けた。モデルは日本体育大学監督で、同校の学長も歴任した綿井永寿。
死神
演 - 井上和行
川浜市立総合病院に入院し、長年患者を見てきて死期がいつごろなのかを知り尽くした「死神」とあだ名された人物で、本名は不明。イソップはその人物から悪性腫瘍で先の短い患者に与えられた薬(劇中ではK-16と表記される)のことを教えられ、後に医者から処方された薬がそれと分かり、自分の死期が近いことを知る。
ハリー・マクガイア
大助の不良仲間で、高校ではアメリカンフットボールの名選手だった。賢治は昔の足の傷みをこらえつつ、大助を引き止めるためにハリーと徒競走をした。
吉野
大助の不良仲間。賢治とハリーの徒競走でスターター役を務めた。
明石 恵（あかし めぐみ）
演 - 森恵
「黒騎士」のメンバー。森田がお見合いの場から圭子を連れ去る際に、名村の車に同乗する。
峰 章次（みね しょうじ）
演 - 岡本達哉
川浜板倉組の一員。組のリーダーに殴られることを恐れたあまり大三郎に致命傷を負わせた人物。病院に担ぎ込まれた大三郎に対し、泣いて謝罪をした。
吉田 ふさ
演 - 石井富子
旅館「吉田屋」の女将。
吉田 健太郎
演 - 三角八郎
旅館「吉田屋」の主人。
吉村（よしむら）
演 - 小林尚臣
クリーニング屋「吉村クリーニング」の店主で、全国大会に備えてクリーニングに出したジャージ（かつてイソップがデザインしたもの）を火事（尾本が消火に携わった）でほとんどが焼失。賢治は代わりに部室で昔使っていた赤いジャージを見つけ、花園に挑む。吉村もその償いとしてマネージャーたちとジャージの洗濯を手伝った。
海老名健三（えびな けんぞう）
演 - 武内文平
最終回に登場。花園グラウンドのグラウンドキーパーで、川浜高等学校と城南工大高等学校との決勝を見届けた人物。

### 主な用語の説明
神奈川県川浜市
「川浜市」は「川崎市」と「横浜市」を組み合わせた同作品の架空の都市。川崎・横浜周辺の他、大映スタジオがあった府中市内の撮影を主としていた。また、作中で登場した「川浜バス」も川崎市営バスの車両を借用の上で使用していた。なお、劇中で頻繁に登場する河原の名称は「伏見河原」であることが大木と直の決闘前の会話で確認できる。なお、川浜高校として使用されたのは、神奈川県川崎市麻生区に所在する田園調布学園大学である。
滝沢家
滝沢賢治と節子、ゆかりが暮らしているあるアパートの一室。水原が番長をしていた頃に一時期は節子に愛想をつかされ、賢治は一人になってしまうが、後に水原が賢治と格闘した末に観念した時には一緒に酒を飲み、風呂に入った。見合いの話を父に押し付けられた富田圭子も一時期居候になったことがある。岩佐校長によって川浜高校が勉学一辺倒の気運になった後は部員たちが集まって勉強をする場にもなった。花園のテレビ中継を見るために部員たちが押しかけたこともある。
花園ラグビー場
東大阪市にあるラグビー場。 通称「花園」。詳細は東大阪市花園ラグビー場を参照。
川浜ラグビー部は大木時代に初出場3回戦進出、平山時代に全国制覇を成し遂げ、本作では都合2回出場している。
撮影では府中市内のラグビーグラウンドを使用していた。
第25話で花園ラグビー場の最寄り駅である近鉄奈良線の東花園駅のシーンが映るが、実際は京王線の東府中駅旧駅舎（現存せず）で撮影された。
秩父宮ラグビー場
明治神宮外苑内にあるラグビー場。通称「秩父宮」。詳細は秩父宮ラグビー場を参照。
賢治（史実上は山口良治）にとっては1971年9月28日の日本－イングランド戦において日本唯一の得点となるペナルティゴールを決めた思い出のラグビー場であり、回想シーンでしばしば登場。また、光男と圭子の出会いの場でもある。山崎もかつて近所に住んでいた。
県営ラグビー場
神奈川県内にあるとされるラグビー場で、県大会が開催される。相模一高との試合で川浜高校が109－0で敗れた試合をはじめ、ドラマ中最も多く登場するラグビー場である。なお、このグラウンドは三井物産運動場(現在は野球グランドへ改修された)のラグビーグラウンドを借用した上での撮影だったので大映スタジオのあった同じ府中市内のため数多く使用していた。前述の花園ラグビー場の再現もこの場所である。
東都体育大学
賢治の母校。川浜高校ラグビー部も四軍のチームと練習試合を行っている。試合は川浜が敗れたものの、森田のペナルティゴールで完封負けは脱している。
モデルは山口良治の母校でもある日本体育大学（日体大）。
相模第一高等学校ラグビー部
通称「相模一高」。ジャージの色は青と水色のストライプ、または黄色。神奈川県下一の強豪チームであり、全国大会準優勝3回を誇る。150人以上の部員を有し、専用グラウンドやナイター設備も保有するなど恵まれたトレーニング環境が整備されており、賢治も羨ましがっていた。
全国優勝の経験はなく、これが勝又にとっての果たせぬ夢でもあった。
川浜にとっては最初のスローガンが「打倒相模一高」であり、宿敵であると同時に目標でもあったが、一方で同じ神奈川県代表の誼もあり、川浜ラグビー部員が花園で試合観戦した際には相模一高を応援していた。また、イソップが行方不明となった際には川浜と相模一高のラグビー部員が協力して捜索に当たった。
勝又退任後は嘗ての強豪の面影はなく、県大会決勝で川浜に68－12で敗れた。
モデルは京都市の花園高校。
城南工業大学附属高等学校ラグビー部
通称「城南工大高」。東京代表（第1話での実況解説より）。ジャージの色は濃紺に赤のライン、または緑と青のストライプ。全国に名を知られた強豪であり、森田時代、大木時代に花園で優勝、平山時代に川浜に破れるも準優勝を果たしている。
川浜とは花園で2回、国体で1回、計3回対戦しており、1勝1敗1分の対戦成績を残した。
原作によると、「城南工大高」のモデルは2つあり、大阪工業大学高校と東京の國學院久我山高校である。
実史で伏見工業高校が初優勝した1981年の決勝相手は大工大高だが、1980年の準優勝と1979年の優勝は國學院久我山高校である。
新楽
川浜高等学校の近所にある中華料理店。下田大三郎と夕子で店を切り盛りしている。ラグビー部にとってのオアシス的な場となっており、夕子が父の看護で大阪に帰った時期は森田他部員たちがアルバイトで手伝ったこともある。節子とゆかりが不良たちに嫌がらせを受けた時や、店で働いていた富田圭子が父・義道によって連れ戻されようとした時に匿った店でもある。
川浜市立総合病院
川浜市内の総合病院。イソップ、加代、大三郎の終焉の地となった他、大助の母の心臓手術もここで行われた。イソップが川浜の新ジャージとライジング・サンのマークをデザインしたのもここである。実際には、石油コンビナートが立ち並ぶ川崎市浮島周辺とされている。
太楼
賢治が山城校長と時々酒を酌み交わし、相談の場にもなっている居酒屋。
グランドキャバレー大東洋
川浜市の繁華街の風景としてたびたび登場。本編終盤では浜っ子クラブのミーティング開場としても使用された（場所柄上、ここに出入りしていた大三郎を見た賢治と大木は「マスターは浮気をしている」と当初思い込んでいた）。
放映当時、府中市に実在したキャバレーであり、同じ大映ドラマ『乳姉妹』にも登場。
新横浜駅
山崎加代が事情により和歌山県で家族と一緒に住むことになり、節子たちの他、森田らラグビー部の関係者と別れを告げるはずだった場所。
川浜 浜っ子クラブ
川浜高校ラグビー部がスランプに陥った頃、大三郎がラグビー部の真の理解者となるべく、自らがラグビーを通じて交流を図るために結成した社会人が中心のクラブであり、構成員は八百屋(中田)、電気工(児玉)、寿司屋店員(網本)、郵便配達員(徳永)、左官、タクシードライバーなど様々な職業や年齢の人々が集まっている。その中には、内田勝や水原もいる。
当初、水原は賢治にコーチ就任を要請したが、賢治はラグビー部の指導で手一杯のため、代わってマークを紹介した。大木も時折練習に参加している。
川浜電機
川浜市に本社を置く電気機器メーカー。当初大助の就職先となるはずであったが、ラグビー部の休部（事実上の解散）に伴い内定を取り消してしまう。この一件は節子からも激しく非難された。
東北製鉄
仙台市に本社を置く製鉄会社。日本有数の巨大産業であり、社会人ラグビーの強豪チームを有する。
東京支社長の永井は賢治の監督としての力量に惚れ込み、再三監督就任を要請していた。のちに川浜電機の内定を取り消された大助の就職先となる。
東北地方の社会人ラグビー強豪チームであった新日鐵釜石ラグビー部（現・日本製鉄釜石シーウェイブス）がモデルであると連想される。
川浜警察署
神奈川県警の警察署。乱闘騒ぎを起こした大助がしばしば連行された場所である。パトカーはトヨタ・マークII。
川浜消防署
川浜市内の消防署。川浜高校を卒業した尾本が消防隊員として活躍する消防署でもある。全焼した吉村クリーニング店(イソップがデザインした「ライジング・サン」のジャージをクリーニングに出した店)でも消火活動に当たり、花園での決勝戦も隊員たちの控室でテレビ観戦した。
内田工務店
川浜市議会議員である内田玄治が経営する建築業。川浜市内をはじめ、川浜高校ラグビーグランドを改修施工をしたり、花園グラウンドへの旅費を工面するために部員たちをアルバイトに使ったりもした。卒業した息子の勝も就職している。
トラックはトヨタ・トヨエース。社用車はトヨタ・クラウンである。
黒騎士
名村直らによって結成されたロックバンド。圭子はライブを観に来た際に、直によって自分の妹であると告白された。
名村財閥
日本全土屈指の大財閥で、土地開発など会社規模は五指に入るほどの大企業である。川浜市内に名村グループの大型スーパーが開業したことから、大木大助の父が経営していた雑貨店が廃業し、父が自殺を図ったため大助はそのことを根に持ち、会長の名村謙三をはじめ、子息である直や富田圭子にも一時恨みを持っていた。
川浜乱世会
番組前期に登場する川浜高校OBの不良たちで藤堂を首領として結成された暴力団。水原たちに指示してラグビー部員に対して嫌がらせ行為を度々行う。賢治との格闘の最中に富田圭子が現れてから自らの危険を感じるようになり、姿を見せなくなった。
板倉組
同じく川浜市内にあると考えられる暴力団であり、構成員の人数は不明（番組では3人(兵頭、木戸、峰)が登場する）。清川の父をイカサマ博打で嵌め、20万円の借金を取り立てるため清川家に押しかけた。

### スタッフ
- 原作 - 馬場信浩「落ちこぼれ軍団の奇跡」（光文社カッパ・ノベルス）
  - ドラマ化後の1985年に文庫化された際に改題され、ドラマタイトル「スクール・ウォーズ」が前に挿入された。なお、2005年に竹書房から発売された「スクール☆ウォーズ 泣き虫先生の7年戦争」も馬場が執筆しているが、こちらはドラマの内容を基に書かれたノベライズ版であり、原作ではないので注意。
  - ドラマ化前の副題は「伏見工高ラグビー日本一に見る教育の原点」、ドラマ化後の副題は「伏見工ラグビー栄光の歴史」である。
- 脚本 - 長野洋、大原清秀
- 音楽 - 菊池俊輔
- 監督 - 山口和彦[28]、江崎実生、岡本弘、合月勇
- 主題歌 - 麻倉未稀「ヒーロー HOLDING OUT FOR A HERO」（キングレコード[注 19]）
- ナレーター - 芥川隆行

### 放送日程
- 1984年10月6日 - 1985年4月6日、全26話。

| 各話                                                            | 放送日         | サブタイトル                     | 脚本            | 監督                            | 視聴率 |
| --------------------------------------------------------------- | -------------- | -------------------------------- | --------------- | ------------------------------- | ------ |
| 第1話                                                           | 1984年10月06日 | それは涙で始まった               | 長野洋          | 山口和彦                        | 06.9%  |
| 第2話                                                           | 10月13日       | 泥まみれのニュースーツ           | 長野洋          | 江崎実生                        | 09.8%  |
| 第3話                                                           | 10月20日       | 謎の美少女                       | 大原清秀        | 岡本弘                          | 13.0%  |
| 第4話                                                           | 10月27日       | 開かれた戦端                     | 大原清秀        | 江崎実生                        | 11.8%  |
| 第5話                                                           | 11月03日       | 最後の闘魂                       | 長野洋          | 岡本弘                          | 11.7%  |
| 第6話                                                           | 11月10日       | 涙の卒業式                       | 長野洋          | 山口和彦                        | 14.3%  |
| 第7話                                                           | 11月17日       | 嵐の新学期                       | 大原清秀        | 合月勇                          | 12.8%  |
| 第8話                                                           | 11月24日       | 愛すればこそ                     | 大原清秀        | 江崎実生                        | 16.5%  |
| 第9話                                                           | 12月01日       | 愛ってなんだ                     | 長野洋          | 岡本弘                          | 14.1%  |
| 第10話                                                          | 12月08日       | 燃える太陽                       | 長野洋          | 山口和彦                        | 14.6%  |
| 第11話                                                          | 12月15日       | 死と友情と                       | 大原清秀        | 岡本弘                          | 17.3%  |
| 第12話                                                          | 12月22日       | 愛は死線を越えて                 | 大原清秀        | 合月勇                          | 17.5%  |
| 第13話                                                          | 12月29日       | 力の限り生きた!                  | 長野洋          | 岡本弘                          | 17.1%  |
|                                                                 | 1985年01月05日 | スペシャル総集編（これが青春だ） | 長野洋 大原清秀 | 山口和彦 江崎実生 岡本弘 合月勇 | 12.8%  |
| 第14話                                                          | 1月12日        | 一年目の奇跡                     | 長野洋          | 山口和彦                        | 17.8%  |
| 第15話                                                          | 1月19日        | 不良教師                         | 大原清秀        | 山口和彦                        | 18.2%  |
| 第16話                                                          | 1月26日        | 学校とはなんだ                   | 大原清秀        | 岡本弘                          | 16.6%  |
| 第17話                                                          | 2月02日        | 最後のグラウンド                 | 長野洋          | 合月勇                          | 18.0%  |
| 第18話                                                          | 2月09日        | 去りゆく君へ                     | 長野洋          | 山口和彦                        | 19.2%  |
| 第19話                                                          | 2月16日        | 友よ安らかに眠れ                 | 大原清秀        | 岡本弘                          | 19.0%  |
| 第20話                                                          | 2月23日        | 我ら花園に立つ                   | 大原清秀        | 合月勇                          | 21.8%  |
| 第21話                                                          | 3月02日        | 勇気なき者は去れ                 | 長野洋          | 岡本弘                          | 20.2%  |
| 第22話                                                          | 3月09日        | 勝ってから泣け                   | 長野洋          | 合月勇                          | 15.9%  |
| 第23話                                                          | 3月16日        | 下町のヒーロー                   | 大原清秀        | 江崎実生                        | 19.0%  |
| 第24話                                                          | 3月23日        | 花園へ飛べ千羽鶴                 | 大原清秀        | 岡本弘                          | 16.1%  |
| 第25話                                                          | 3月30日        | 微笑む女神                       | 長野洋          | 江崎実生                        | 14.9%  |
| 最終話                                                          | 4月06日        | 花園よ永遠なれ                   | 長野洋          | 江崎実生                        | 15.5%  |
| 平均視聴率 15.75%（視聴率はビデオリサーチ調べ、関東地区・世帯） |                |                                  |                 |                                 |        |

### 放送局
当時のJNN系列局（土曜 21：00 - 21：54、同時ネット）
- TBS（制作局）
- 北海道放送[29]
- 青森テレビ[30]
- 岩手放送[30]
- 東北放送[31]
- テレビユー福島[31]
- 新潟放送[32]
- 北陸放送[33]
- 信越放送[34]
- テレビ山梨[35]
- 静岡放送[35]
- 中部日本放送[36]
- 毎日放送[37]

- 山陰放送[38]
- 山陽放送[39]
- 中国放送[39]
- テレビ山口[40]
- テレビ高知[41]
- RKB毎日放送[42]
- 長崎放送[42]
- 熊本放送[42]
- 大分放送[40]
- 宮崎放送[43]
- 南日本放送[43]
- 琉球放送[44]

当時のJNN系列外局
- 北日本放送（日本テレビ系列）：土曜 13:00 - 14:00（1987年3月21日まで放送）[45]

| TBS系 土曜21:00 - 21:54枠                                                                      | TBS系 土曜21:00 - 21:54枠                                                   | TBS系 土曜21:00 - 21:54枠                  |
| 前番組                                                                                         | 番組名                                                                      | 次番組                                     |
| ---------------------------------------------------------------------------------------------- | --------------------------------------------------------------------------- | ------------------------------------------ |
| 今夜のサスペンス ※21:00 - 21:02ザ・サスペンス （1982年4月10日 - 1984年9月29日） ※21:02 - 22:53 | スクール☆ウォーズ （1984年10月6日 - 1985年4月6日） 【ここから連続ドラマ枠】 | スーパーポリス （1985年4月13日 - 7月20日） |

### その他
キングレコードから、DVD、Blu-ray版が販売されている。また、VODでは、Amazonプライムビデオ、Paravi、U-NEXTから配信された。
第8話で、賢治が涙を流しながら「お前らゼロの人間か！悔しくないのか！」と言って部員たちを殴るシーンを、お笑いコンビ・ザブングルがギャグにしているが、この一方、伊藤かずえなどの出演者から、「今（2019年時点）では体罰と見なされ、テレビ局のコンプライアンス的にアウト。地上波では放送出来ない」と言われた。

## スクールウォーズ2
『スクールウォーズ2』は、1990年9月4日から1991年1月8日まで毎週火曜日20:00 - 20:54に放送された。

### 概要
「少年院とは、罪を犯した未成年者の更正施設である。常時4000人近くの少年少女が収容され、反省と社会適応のため、規律ある日々を過ごしている。塗り込められた青春の日々…。彼らの胸底深く燃え盛るものは、果たして何か？」
（オープニングナレーションより）
茨城県下川市（架空の市名である）にある少年院の中に県立河北高校の分校（光成学園）が作られ、そのラグビー部監督として滝沢賢治が赴任、大木大助をコーチに迎え入れて花園出場を果たすというストーリーである。視聴率は、第1回こそ18.7%と好スタートを切ったが、その後は下降して行き第8話で10%を下回り、その後も11 - 12%辺りを推移するという、当時のレベルで言うならば不振という状態であった。また少年院が舞台というストーリーの設定上の問題と、『日本人初!宇宙へ』の放送時期と重なったこともあり、年末年始の特番を挟んで翌年1月8日に終了した。サウンドトラックは第1話 - 7話までは番組用に新規に作曲・録音された音源を使用したが、最終話が近づくにつれて前作のものを流用している。なお劇伴音楽は前作に引き続き菊池俊輔が担当した。
『2』の原作は、ラグビーではなく野球を扱った軒上泊の小説「八月の濡れたボール」である。それを第1作の続編としてドラマ化したため、原作とは設定が大幅に異なっている。
本作はTBS側からオファーしたものであり、プロデューサーの春日千春は、本作について「続編はやらない」と公言していたが、当時取締役という立場だったことから、社員やスタッフを養わなくてはいけなかったという責任も考えたうえで、この話を引き受けることになった。ロケ地については、グラウンドは東京都調布市に近い米軍基地跡に隣接した空地を東京都から借り受け、土木業者の協力を得ながらスタッフや出演者らも総出で整備したうえで使用した。県大会決勝戦では、山梨県甲府市内緑が丘スポーツ公園のグラウンドにて使用した。全国大会（花園ラグビー場）では、神奈川県藤沢市の秋葉台公園球技場で使用された。なお、県大会のシーンでは14話全てと決勝戦の15話の一部シーンでも使われていた。
山下真司・岡田奈々・松村雄基・名古屋章・梅宮辰夫・和田アキ子・倉石功・大石吾朗といった第1作のレギュラーメンバーの多くが引き続き出演。ただし、山下・岡田・松村以外は別の配役である。なお、梅宮・和田は役柄が異なるものの、引き続き夫婦役である。
第1作とは異なり、本作はDVD化されていない。なお、TBSチャンネルでは本作も度々再放送されている。
放送開始から1カ月後の1990年10月2日に第4話までナレーターを務めた芥川が他界し、第5話からは城達也がナレーターを務めた。
なお、大映テレビのフィルム撮影による連続テレビドラマは本作が最後となり、以降の作品はVTR撮影に統一された。

### キャスト（スクールウォーズ2）

#### 滝沢家（スクールウォーズ2）
滝沢 賢治（たきざわ けんじ）
演 - 山下真司
川浜高校でラグビー部を指導していたが、小川勉と上田晋太郎の熱心な誘いにより光成学園に転任、ラグビー部監督となった。
滝沢 節子（たきざわ せつこ）
演 - 岡田奈々
賢治の妻。当初は夫の光成学園への転任を少年院だからという理由で猛反対していたが、夫の熱意を知り転任を受け入れる。
滝沢 ゆかり
演 - 仲さやか
賢治の一人娘。父の転任により転校したが、父の少年院勤務が原因でいじめを受けたこともあった。

#### 県立河北高校分校光成学園

##### ラグビー部（スクールウォーズ2）
大木 大助（おおき だいすけ）
演 - 松村雄基
川浜高校ラグビー部OB。かつて「川浜一のワル」と恐れられていた賢治の教え子。現在は運送会社を立ち上げ、社長になっている。その社員は他に1名いる。賢治と偶然に再会した際に賢治からの依頼でラグビー部のコーチに就任する。生徒からは兄貴分のように慕われていた。選手を試合に輸送する際も大助の会社のトラックを使用した。また、選手たちにハカ（ウォー・クライ）を教えた。
吉川 静男（よしかわ しずお）
演 - 湯江健幸（現・湯江タケユキ）
キャプテンで、唯一のラグビー経験者。他のラグビー部員の財布を盗んで逃走し逮捕される。ラグビー部を存続させるために秋本らと共に、新田らの度重なる復讐行為に立ち向かう。背番号10。退院後、高校編入のため勉学に励む。
秋本 剛（あきもと たけし）
演 - 咲輝（現・榊原利彦）
かつて所属していたサッカー部のレギュラー選考の実態に反発しグレ始める。恋人の洋子を強姦した新田の友人、黒川の男性器をナイフで切断し少年院に送致される。ラグビー部を存続させるために吉川らと共に、新田らのたび重なる復讐行為に立ち向かう。退院後、洋子の墓の前で自殺しようとしたが、賢治に殴打を食らいながら制止される。背番号7。退院後、高校編入のため勉学に励む。
新田 明（にった あきら）
演 - 保坂尚輝（現・保阪尚希）
元不良グループ番長。元々は締め付けの厳しい学校生活に馴染めず自宅に引きこもる大人しい少年だったが、新田の辛い気持ちを全く考えない教師の行動に反発を強め、急速に非行化していった。ラグビー部員に対して不公平さを感じたことや、秋本に重傷を負わされた友人・黒川が交通事故で亡くなる直前まで恨みを持ち続けていたことから、秋本への復讐とラグビー部の廃部を企む。賢治にも敵対心を持っていたが、やがて左山を再起不能にした責任から賢治たちに謝罪し、左山に代わりキッカーの役割を受け継ぐ。背番号6。退院後、高校編入のため勉学。
水口 征二（みずぐち せいじ）
演 - 西村和彦
兵庫県出身で関西弁を話している。少年院に入る前は地元のパン屋で働きながら定時制高校に通い、その高校の野球部主将も務めた。野球部の全国大会出場が決まったものの、その全国大会が長雨の影響で全面中止になったことに激怒。甲子園球場に侵入し、優勝旗を燃やした罪で少年院に送致される。ラグビー部を存続させるために秋本らと共に、新田らのたび重なる復讐行為に立ち向かう。背番号15。退院後は大阪に戻り就職。
森田 誠（もりた まこと）
演 - 宮下直紀
新田の手下で、秋本らに敵対心を持っていた。新田の一の子分を自称していたが、新田が改心したことを裏切りと捉え、河北高校との練習試合でやる気のなさを新田に指摘された際に毒づいた。その試合でかすり傷にもかかわらず途中で負傷退場したが、麗子に罵られて発奮し試合に復帰。新田とも和解した。背番号2。
左山 集一（さやま しゅういち）
演 - 松下一矢
正確で超人的なキック力を持つサッカー少年。母（演：小川美那子）の不倫相手（演：渡辺哲）を殺害（走行中のトラックの荷台に座っていた被害者に対し、前述の正確なキック力でボールを当てて転落させたというもの）し、少年院へ送致される。秋本たちと仲がよい。練習中、新田のタックル（集一に怪我を負わせるのが目的でやったもの）で頚椎脱臼の重傷を負い、選手生命を絶たれてしまうが、やがて新田らと和解。背番号16。高倉の厳しい指導によるリハビリと、賢治や母たちによるマッサージなどによって右脚以外は動くようになり、松葉杖を使って歩けるようになった。学園卒業後は福祉の道を目指す。
藤沢 保（ふじさわ たもつ）
演 - 土田一徳
背番号4。
田中 敏男（たなか としお）
演 - 田中義訓
ラグビー部一の巨漢。元々は新田の手下で、秋本らに敵対心を持っていたが、シンナーを使って寺山を利用した濡れ衣を新田に着せられ、後にトイレでシンナーが発見される事件で腕立て伏せ200回・重謹慎1カ月の懲罰を受ける。その後新田のグループから脱退。背番号1。
名村 利幸（なむら としゆき）
演 - 水島新太郎
新田の手下。秋本らに敵対心を持っていたが、やがて新田のあらゆる手段に屈しない秋本の勇気に心を動かされ、新田のグループから最初に脱退。シンナー中毒者だった。1で登場した名村財閥とは関係はない。背番号14。
堂脇 正次（どうわき しょうじ）
演 - 板倉竜馬
背番号12。
大矢 和夫（おおや かずお）
演 - 蔵下輝美
背番号5。
中本 次郎（なかもと じろう）
演 - 松永博史
背番号13。
北田 透（きただ とおる）
演 - 石坂誠隆（現・志村東吾）
背番号9。
栗原 豊（くりはら ゆたか）
演 - 松井龍二
背番号11。
吉本 亮（よしもと りょう）
演 - 鬼頭光世
背番号3。
寺山 隆（てらやま たかし）
演 - 田中慎一朗
シンナー中毒者で、名村を自分のグループに戻そうと画策した新田に利用される。背番号8。

##### 教員（スクールウォーズ2）
上田 晋太郎（うえだ しんたろう）
演 - 名古屋章
河北高校の分校として少年院内に設けられた光成学園の園長。更生教育の一環として、ラグビー部創設を考え、賢治に監督就任を要請。
清水 登太（しみず とうた）
演 - 石橋正次
光成学園の法務教官。教育方針の違いから賢治とたびたび衝突するが、根は誠実な人物であり、物語が進むにつれラグビー部員たちへの理解を深めていく。後半では練習試合でチームが勝ったり、リードしている時に満足そうな笑みを浮かべ、それを賢治に見られて慌てて元の仏頂面に戻るのが恒例となっていた。

#### ラグビー部と所縁のある女性
清水 麗子（しみず れいこ）
演 - 安永亜衣
清水の娘。左山に思いを寄せる。最終話で退院した左山を出迎えた。
沢村 洋子（さわむら ようこ）
演 - 川越美和
秋本の恋人で難病を抱え余命数カ月と宣告されていた。入院中にラグビー部のシンボルマークをデザイン。最終話直前に息を引き取る。
篠原 由紀子（しのはら ゆきこ）
演 - 島崎和歌子
ラグビー部員の財布を盗んで逃走中だった吉川と出会い、一夜を共にした（肉体関係はない）。その後吉川の恋人になる。最終話で吉川を出迎えた。
水口 圭子（みずぐち けいこ）
演 - 東恵子
水口の妹。幼少時に両親を失い（父は事故死、母は男を作り蒸発）、兄とともに親戚に預けられるが、その親戚から冷たい扱いを受ける。それでもたった一人の肉親というべき兄とともに力強く生きてきたが、その兄が甲子園の優勝旗を燃やして少年院に送られたのを機に非行の道へ。少年院に入った兄に対し「死んでしまえばいい」と書かれた決別の意味を込めた手紙を送りつけた。その後、兄と面会。ここで兄の気持ちを知り和解に至る。和解後はラグビー部入りした兄の試合をたびたび見に来るなどし、最終話で退院時には迎えにも来た。

#### 小川家
小川 勉（おがわ つとむ）
演 - 倉石功
法務省の官僚。上田とともに光成学園ラグビー部創設を考え、賢治に同学園赴任を最初に要請した。賢治赴任後も「相談役」という形で賢治をサポートするが、ラグビー部員の一人・秋本と彼の恋人・沢村洋子を院外で面会させたところを目撃した清水の密告により、法務省に辞表を提出（少年院生は家族以外の人物との面会が認められておらず、「院外作業」と称して密かに会わせていた）。退職後、河北高校ラグビー部OBである縁から同校に教員として再就職。同校ラグビー部監督として賢治と良きライバル関係になる。最終話で花園観戦をした。私生活では、自身の仕事以外かえりみず、妻が数年前より別居したため娘と2人暮らしである。
小川 史江（おがわ ふみえ）（~15話まで）
演 - 亜里香（現・佐藤ありか）
勉の娘。父の退職を機に非行に走り、暴走族「凶士連合」のリーダー格に。15話で、自ら家庭料理をしつつ分校光成学園に決勝で負けた父へ「お父さん悪くないよ」となだめつつも「駄目だよやめちゃ。やめたらもっとグレてやるから。」と半分脅し文句を言った。

#### 柴田商店
柴田（夫）
演 - 梅宮辰夫
柴田商店の社長。普段はいびきをかいてゴロゴロ寝ている吞気な存在。
柴田（妻）
演 - 和田アキ子
光成学園に給食を提供している少年院指定の食品業者・柴田商店を営む夫妻。
みち子
演 - 筒井由美子
柴田夫妻の姪。柴田の妻に対して「おばさん」と言っただけで頭をたたかれる。
ともちゃん
演 - しのざき美知(現・しのざき見兆）
従業員で、柴田の妻によく頭をたたかれている。

#### その他（スクールウォーズ2）
蓑田
演 - 大石吾朗
河北高校教頭。分校の光成学園に対してはもの凄く否定的で、存在すら認めていない。しかし、北関東少年院院長の上田に対しては頭が上がらない。
黒川
演 - 西崎博
新田の不良仲間。秋本と抗争を続けていたが、「恨むなら秋本を恨め」と洋子を強姦。それに逆上した秋本に男性器を切り落とされる。その後自暴自棄となり、バイク事故で死亡する。
高倉 ひとみ
演 - 伊藤麻衣子（現・いとうまい子）
左山のリハビリを指導する理学療法士で医療ソーシャルワーカー。大木が想いを寄せるようになって行ったが、作中ではあまり進展しなかった。

### スタッフ（スクールウォーズ2）
- プロデューサー - 春日千春、荒川洋、浜井誠（TBS）
- 原作 - 軒上泊「八月の濡れたボール」
- 人物設定 - 馬場信浩（「スクール☆ウォーズ PART1」より）
- 脚本 - 長野洋、大原清秀
- 音楽 - 菊池俊輔
- 主題歌 - 丸山みゆき「FIRE」(TDKレコード)
原曲はジム・スタインマンの1981年のアルバム「Bad for Good」に収録されている「Out of the Frying Pan (And into the Fire)」。その後1993年にミートローフがアルバム「地獄のロック・ライダーII〜地獄への帰還」でこの曲を取り上げている。
- 挿入歌 -　丸山みゆき　「翼～Wind Beneath My Wings」(TDKレコード）
原曲はベット・ミドラーの1989年リリース「愛は翼にのって(ビチーズ愛のテーマ）"Wind Beneath My Wings"」。シングル「FIRE」のカップリング曲で収録され、劇中でこの曲が挿入歌で使用した。
- 撮影 - 喜多崎晃、新宮誠
- 照明 - 嶋田宣代士
- 録音 - 秋山一三、アオイスタジオ
- 美術 - 本田衛
- 編集 - 椙本英雄、島村泰司(ビジョンスギモト)
- 記録 - 広川貴美子、福島勇子
- 制作担当 - 林実
- 助監督 - 皆川智之、長谷川康、阿部誠華
- 制作主任 - 榊田茂樹
- 色彩計測 - 新宮誠、山賀俊夫
- 照明助手 - 須賀一夫
- 録音助手 - 間篠秀昭
- 美術助手 - 永田勝明
- 衣装 - 奥本義則、第一衣裳
- 結髪 - 新井みどり(おかもと技粧)
- 整音 - 安藤邦男
- 選曲 - 佐藤啓、サウンドオフィス
- 効果 - 東洋音響
- ネガ編集 - 広田政美
- 仕上 - 松本泰生
- タイトル - デン・フィルム・エフェクト
- 装置 - 大映テレビ美術部
- 現像 - 東京現像所
- 車輛 - 日本照明
- 撮影協力 - 東京宝映、クロキプロ
- 殺陣 - 車邦秀(若駒)
- ラグビー指導 - 小林義幸
- ナレーター - 芥川隆行（第1-4話）、城達也（芥川の死去に伴い第5話から交代）
- 番組宣伝 - 広瀬隆一、関根淳子
- スチール - 渡辺富雄、岩宮秀憲
- 監督 - 山口和彦、小島穹、皆川智之

### 放送日程（スクールウォーズ2）
- 1990年9月4日 - 1991年1月8日、全16話。

| 各話   | 放送日         | サブタイトル     | 脚本     | 監督     |
| ------ | -------------- | ---------------- | -------- | -------- |
| 第1話  | 1990年09月04日 | 移送・12名の謎   | 長野洋   | 山口和彦 |
| 第2話  | 9月11日        | 絶対に逃げてやる | 長野洋   | 山口和彦 |
| 第3話  | 9月18日        | 重謹慎がなんだ   | 大原清秀 | 小島穹   |
| 第4話  | 9月25日        | 私は死ぬのよ!    | 大原清秀 | 山口和彦 |
| 第5話  | 10月09日       | 泣くな妹よ!      | 長野洋   | 山口和彦 |
| 第6話  | 10月16日       | ワル達が燃えた!  | 長野洋   | 小島穹   |
| 第7話  | 10月23日       | 勇気とは何だ?!   | 長野洋   | 山口和彦 |
| 第8話  | 10月30日       | 院に棲む悪魔     | 大原清秀 | 小島穹   |
| 第9話  | 11月06日       | 奇跡は起こるか?  | 大原清秀 | 山口和彦 |
| 第10話 | 11月13日       | 涙の誓い         | 大原清秀 | 山口和彦 |
| 第11話 | 11月20日       | 勝ったぞ俺たち!  | 長野洋   | 小島穹   |
| 第12話 | 11月27日       | サングラスの友情 | 長野洋   | 皆川智之 |
| 第13話 | 12月11日       | 新たなる闘志     | 大原清秀 | 小島穹   |
| 第14話 | 12月18日       | 黒眼鏡軍団の奇跡 | 長野洋   | 山口和彦 |
| 第15話 | 12月25日       | 安らかに眠れ     | 大原清秀 | 小島穹   |
| 最終話 | 1991年01月08日 | 我ら花園に立つ   | 長野洋   | 山口和彦 |

| TBS系 TBS火曜8時枠の連続ドラマ              | TBS系 TBS火曜8時枠の連続ドラマ                      | TBS系 TBS火曜8時枠の連続ドラマ                 |
| 前番組                                      | 番組名                                              | 次番組                                         |
| ------------------------------------------- | --------------------------------------------------- | ---------------------------------------------- |
| 愛してるよ!先生 （1990年7月10日 - 8月28日） | スクール・ウォーズ2 （1990年9月4日 - 1991年1月8日） | ナースステーション （1991年1月15日 - 3月18日） |

## 映画版
2004年9月18日には、映画版『スクールウォーズ・HERO』が公開された。こちらは主人公のモデルとなった山口良治自身の著書を原作としている。1984年のドラマ版とは繋がりはないが、主題歌はドラマ版で使用された「HERO」を大黒摩季がカバーしたものが使用されている。
ドラマ版では大映テレビとTBSが制作に関っていたが、映画版では松竹とテレビ朝日が制作に関っている。舞台も、ドラマ版では前述の通りモデルではない（京都市ではない）都市を舞台にしているが、こちら映画版ではモデルとなった京都市を舞台にしている。

### キャスト（映画版）
山上家
- 山上修治（体育教師） - 照英
- 山上悦子（修治の妻） - 和久井映見

京都市立伏見第一工業高等学校
ラグビー部員
- 小渕弘之（キャプテン・背番号10） - 内田朝陽
- 後藤信吾（別名「弥栄の信吾」・背番号4） - 小林且弥
- 荒井邦男 - 弓削智久
- 金城良夫 - 伊藤友樹
- 長坂龍雄 - 山口翔吾
- 今中威雄 - 黄川田将也
- 坂口 - 笠原秀幸
- 大曽根 - 南優
- 杉野 - 横内祐樹
- ラグビー部員 - 仲島武士、石川和也、趙珉和、新田亮、萩原太、吉田真、青木茂幸、高橋勇義、堀口力、梶本圭、神条誠也、土地道彦、石代武嗣

ラグビー部マネージャー
- 和田道代 - SAYAKA
- 望月浩（ニックネーム「フーロー」） - 尾上寛之

教員
- 浅野（教師・ラグビー部顧問） - 井田國彦
- 栗原（教師・ラグビー部顧問） - 石田弘志
- 教師 - 塩屋俊
- 教頭 - 河原崎建三
- 亀田（国語教師） - 中川剛（中川家）
- 赤塚（教師） - 中川礼二（中川家）
- 神林明彦（校長） - 里見浩太朗

生徒の家族
- 望月の母 - 原日出子
- 後藤大吾（後藤信吾の父） - 間寛平

その他
- 末永（京都教育委員会教育長） - 船越英一郎
- 京都府弥栄警察署の警察官 - 大八木淳史
- 後藤信吾の知り合い - CIMA
- 沢田（後藤信吾の知り合い） - 三浦哲郁
- 後藤信吾の知り合い - 載寧龍二
- 佐々木仁
- 島津澄江（お好み焼「おかめ」女将） - 宮川花子

### スタッフ（映画版）
- 制作委員会メンバー - テレビ朝日・松竹・Gカンパニー・電通・吉本興業・ホリプロ・衛星劇場・エフエム東京・日本出版販売
- 制作者 - 早河洋、迫本淳一、元村武
- 企画 - 木村純一、宮島秀司
- プロデュース - 見留多佳城、橋口一成
- 原作 - 山口良治
- 監督 - 関本郁夫
- 脚本 - 佐伯俊道、山田立
- 主題歌 - 大黒摩季「HERO」
- 音楽 - 本間勇輔
- ナレーション - 柳澤愼一
- 協力 - 日本ラグビーフットボール協会

## 参考資料
- 「スクール★ウォーズ」を作った男（山中伊知郎、洋泉社、2004年、ISBN 4-8969-1792-8）